# Batalla de la pista de tennis
La batalla de la pista de tennis va formar part de la batalla més àmplia de Kohima que es va lliurar al nord-est de l'Índia del 4 d'abril al 22 de juny de 1944 durant la campanya de Birmània de la Segona Guerra Mundial. L'avanç japonès cap a l'Índia es va aturar a Kohima l'abril de 1944 i Garrison Hill, en una llarga carena boscosa en una cresta alta a l'oest del poble, va ser, segons la Commonwealth War Graves Commission, l'escenari de "potser la lluita més amarga de la tota la campanya de Birmània quan una petita força de la Commonwealth va resistir els atacs repetits d'una divisió japonesa". Durant el setge de Kohima, es van produir combats intensos, inclòs combats cos a cos, als terrenys que envolten el bungalow del comissari adjunt, inclosa la pista de tennis, que van començar al voltant del 8 d'abril i van continuar fins al 13 de maig, quan van començar les tropes japoneses que atacaven. retirada de la zona.

## Preludi
Kohima Ridge tenia aproximadament una milla de llarg i uns 400 metres d'amplada, amb una sèrie de turons i barrancs que anaven al costat de la carretera d'Imphal a Dimapur. Els forts pendents al llarg de la carretera feien de la carena un objectiu formidable per als atacants, però era un espai estret des del qual repel·lir un enemic que atacava amb força. Al març de 1944, els japonesos van llançar l'operació U-Go, una invasió a gran escala de l'Índia. Als 6, els soldats britànics, nepalesos i indis de la guarnició de Kohima havien estat envoltats a la cresta de Kohima. Quan va començar el setge, el 1r Regiment d'Assam al turó de la presó va defensar la cresta de Kohima al sud (de cara a Imphal) . El terreny central de la cresta estava defensat principalment pel 4t Batalló, Queen's Own Royal West Kent Regiment. El nord-oest de la cresta, conegut com Hospital Spur, estava defensat pels 3r Assam Rifles que miraven a la carretera de Dimapur. El nord-est de la cresta, en una cantonada pronunciada de la carretera, era on es trobava el bungalow i la pista de tennis del comissari adjunt (DC) Charles Pawsey. Aquest inicialment estava custodiat per un grup compost de soldats, que es pensava que eren tropes britàniques i gurkhes del Dipòsit de Reforç local.

## Batalla
Els japonesos van llançar una sèrie d'atacs a la regió nord-est de les defenses el 8 d'abril, inclosos dos atacs a la zona de Bungalows de DC. Els japonesos van patir pèrdues massives, però van abocar reforços per preparar-se per a un altre atac. Alguns soldats aliats van tripular una metralladora Bren per cobrir la retirada del Bungalow de DC a l'altre costat de la pista de tennis d'asfalt 12 m més amunt del turó. Van aguantar l'última ronda però després van ser envaïts, baionetats i disparats. En aquesta etapa es podria dir que la batalla de la Pista de Tennis va començar amb l'àrea reforçada ràpidament per la Companyia A del 4t batalló, Queen's Own Royal West Kent Regiment.
Durant el 9 d'abril i abans de l'alba del 10 d'abril, el 58 Regiment japonès va atacar els defensors aliats de la zona de la pista de tennis gairebé cada 30 minuts. El major Tom Kenyon, oficial al comandament (OC) d'una companyia de la 4a Royal West Kents, va comandar els defensors britànics, indis i gurkhes que ara havien excavat fosses de foc i trinxeres a la vora oest de la pista de tennis. Durant el 10 d'abril, aquestes defenses i la coberta aèria van salvar moltes vides quan els obusos d'artilleria van aterrar a les posicions aliades. Les trinxeres avançades es van quedar sense munició en diverses ocasions, però van ser reabastegudes repetidament pel sergent Williams, que va rebre una medalla militar per la seva valentia.
La decisió es va prendre el 12 d'abril per rellevar els defensors de la pista de tennis amb la companyia B de la 4a Royal West Kents, comandada pel major John Winstanley. Durant la primera nit de la Companyia B defensant la pista de tennis, les forces japoneses van atacar en silenci, amb sabatilles de lona, en comptes de botes. Gairebé van envair les posicions d'avantguarda britàniques amb un dels comandants de pelot, el tinent Tom Hogg, que va sobreviure a un atac de baioneta abans de disparar les 25 municions amb la seva arma (probablement una metralladora lleugera Bren), matant el seu agressor.
El 13 d'abril, un fort foc d'artilleria i morter japonès va caure al voltant del bungalow del DC i la zona de la pista de tennis. La infanteria japonesa va fer diversos assalts, tot i que aquests van ser repel·lits en el que el Ministeri de Defensa britànic descriu com "alguns dels combats més durs, més propers i més greus, amb granades llançades a boca de canó per la pista de tennis". Però el 14 d'abril els japonesos no van llançar cap atac, i el 15 d'abril les tropes britàniques i índies a la cresta de Kohima van saber que la 2a divisió d'infanteria britànica estava atacant per la carretera Dimapur-Kohima i havia trencat a través de la carretera per alleujar les tropes de la 161a Brigada d'Infanteria Índia al voltant de Jotsoma, a unes 2 milles (3,2 km) a l'oest de Kohima.
El 17 d'abril, els japonesos van intentar per darrera vegada agafar la cresta i van capturar Field Supply Depot (FSD) Hill i Kuki Piquet. El matí del 18 d'abril, l'artilleria britànica es va obrir des de l'oest contra les posicions japoneses, que van aturar els atacs japonesos. Elements de la 2a Divisió britànica, la 161a Brigada Índia i tancs del XXXIII Cos van empènyer a la zona al nord-oest de Garrison Hill i van forçar els japonesos a abandonar les seves posicions. S'havia obert la carretera entre Dimapur i Kohima i es va aixecar el setge.
Una part de la força aliada que va alleujar el setge va ser el 1/1r Regiment de Punjab de la 161a Brigada Índia. Al vespre del 18 d'abril, la Companyia D de l'1/1r Regiment de Punjab (el major Gavin Dunnett) s'enfrontava a les forces japoneses a la zona de la pista de tennis. Van ser atacats gairebé immediatament pel 58è Regiment d'Infanteria, una batalla en la qual un oficial de relacions públiques del comandament del sud-est asiàtic va informar més tard que "es va jugar un partit de granada a les pistes de tennis del bungalow". El 1/1r Regiment de Punjab va tenir 22 baixes i va perdre terreny, només per recuperar-lo de nou l'endemà (19 d'abril) durant el qual Jemadar Mohammed Rafiq va rebre la Creu Militar per dirigir el seu escamot contra els búnquers japonesos. El 1/1r Regiment de Punjab sembla que es va moure enrere el 21 d'abril, després d'haver patit 120 baixes, per ser substituït per la Companyia C del 1r Batalló, Royal Berkshire Regiment, part de la 6a Brigada de la 2a divisió britànica, que van ser rellevats per la Companyia D del mateix batalló el 23 d'abril.
Els japonesos que havien estat lluitant per capturar Kohima no es van retirar de seguida. Molts d'ells es van quedar en les posicions que havien capturat i van lluitar amb tenacitat durant diverses setmanes més. No està del tot clar quan es va guanyar la batalla per la pista de tennis, però els tancs que operaven des de la carretera van donar suport a un atac d'infanteria que va capturar la zona de la pista de tennis el 10 de maig de 1944.  Al matí del 13 de maig, la majoria de les posicions a la cresta de Kohima havia estat presa de nou per les forces britàniques i índies. Aquell dia, el bungalow del DC va ser finalment recuperat pel 2n Batalló, Regiment de Dorset, recolzat per tancs Grant disparant des de la pista de tennis. El tanc principal era conduït pel sergent Waterhouse del 149è Regiment Royal Armored Corps (149è RAC), disparant el seu canó de 75 mm contra búnquers japonesos a no més de 20 iardes (18 m). Aquest tanc estava recolzat per dos escamots dels Dorsets comandats pels sergents Given i Cook. L'avenç aliat que va acabar amb la batalla de la pista de tennis està representat en una pintura de 1982 de Terence Cuneo que es mostra al Museu Kohima a Imphal Barracks, York.
Els combats dins de l'àrea de la 6a Brigada van ser documentats pel Major Boshell, que comandava la Companyia 'B' de la 1a Royal Berkshires, a la 6a Brigada d'Infanteria, 2a Divisió:
| « | D'entrada em vaig apoderar d'una zona amb vistes a la pista de tennis... La configuració de la terra feia impossible moure's de dia a causa dels franctiradors japonesos. Vam estar tres setmanes a Kohima. Ens atacaven cada nit... Venien en onades, era com un brandada de coloms. La majoria de les nits van envair part de la posició del batalló, així que vam haver de muntar contraatacs... L'aigua era escassa i es limitava a aproximadament una pinta per home i dia. Així que vam deixar d'afaitar-nos. El subministrament d'aire va ser la clau, però el terreny costerut i les carenes estretes van fer que algunes de les gotes anessin als japonesos. La meva companyia va entrar a Kohima amb més de 100 persones i va sortir al voltant dels 60.. | » |

## Conseqüències
Al voltant del 15 de maig, la 31a Divisió japonesa va començar a retirar-se i les tropes britàniques i índies fresques del XXXIII Cos van començar a reforçar i rellevar la 2a Divisió britànica i les Brigades índies 33a i 161a.  Arran dels combats al voltant de Kohima, les tropes del Catorzè Exèrcit van començar un avanç, amb el relleu d'Imphal, que continuaria fins que Birmània hagués estat reconquistada. La batalla va ser el punt d'inflexió de la Batalla de Kohima, que va ser la conca de la campanya de Birmània. El comte Lluís Mountbatten, el comandant suprem aliat al teatre, va descriure Kohima com
| « | probablement una de les batalles més grans de la història... en efecte, la Batalla de Birmània... un heroisme nu sense igual... les Termòpiles britàniques/índies. | » |

L'Imperial War Museum Duxford té un diorama de la batalla, entre d'altres.